# Hamza El Janati
Hamza El Janati (en arabe : حمزة الجناتي), né le 1er janvier 1999, est un footballeur marocain. Pouvant évoluer au poste d'attaquant, il joue au Kawkab Athlétique Club de Marrakech.

## Biographie
Le 28 juillet 2022, il est convoqué par le sélectionneur Hicham Dmii pour un stage de préparation avec l'équipe du Maroc A', figurant sur une liste de 23 joueurs qui prendront part aux Jeux de la solidarité islamique en août 2022.

## Statistiques
| Saison                | Club                  | Championnat           | Championnat | Championnat | Championnat | Coupe(s) nationale(s) | Coupe(s) nationale(s) | Coupe(s) nationale(s) | Total | Total | Total |
| Saison                | Club                  | Division              | M.          | B.          | P.d.        | M.                    | B.                    | P.d.                  | M.    | B.    | P.d.  |
| 2020-2021             | MAS Fès0              | Botola Pro            | 20          | 1           | 1           | 1                     | 0                     | 0                     | 21    | 1     | 1     |
| 2021-2022             | MAS Fès               | Botola Pro            | 23          | 4           | 1           | 3                     | 0                     | 0                     | 26    | 4     | 1     |
| Sous-total            | Sous-total            | Sous-total            | 43          | 5           | 2           | 4                     | 0                     | 0                     | 47    | 5     | 2     |
| Total sur la carrière | Total sur la carrière | Total sur la carrière | 43          | 5           | 2           | 4                     | 0                     | 0                     | 47    | 5     | 2     |